# Two Little Waifs (film 1910)
Two Little Waifs è un cortometraggio del 1910 diretto da David W. Griffith. Prodotto e distribuito dalla Biograph Company, il film - girato a Greenwich, Connecticut - uscì nelle sale cinematografiche USA il 31 ottobre 1910.

## Produzione
Il film fu prodotto dalla Biograph Company. Venne girato a Greenwich, nel Connecticut.

## Distribuzione
Distribuito dalla Biograph Company, il film - un cortometraggio di una bobina - uscì nelle sale cinematografiche statunitensi il 31 ottobre 1910. Attualmente, il film è di pubblico dominio.